# 山本亭
山本亭（やまもとてい）は、東京都葛飾区柴又七丁目にある、1920年代に建てられた近代和風建築の邸宅。現在は葛飾区の所有となり一般公開されている。寅さん記念館の裏にある。

## 歴史
建築された年は不明であるが、大正末期から昭和初期に増改築を重ねて現在の姿になったとされている。
もともとこの土地は庄屋の鈴木家の土地で、1923年（大正12年）の関東大震災まで鈴木家はこの場所で瓦工場を営んでいた。現在の「山本亭」を構えた山本栄之助は、浅草でカメラの部品を製造する合資会社山本工場の経営者で、住居も浅草小島町（現在の台東区小島付近）にあったが、関東大震災で浅草が被害を受けたため、柴又に移転。この際に鈴木家の瓦工場跡を取得し移転した。
以後、山本家が住んでいたが、1988年3月14日に葛飾区の所有となり、1991年4月から一般公開された。
現在では伝統行事の披露会や、琴の演奏会などが開催されている。
2003年7月28日に東京都選定歴史的建造物に選定された。番号は62番。
2018年には「葛飾柴又の文化的景観」が重要文化的景観に選定されており、山本亭は景観の一翼を担う。

## 建築・庭園
縁側のガラス窓などに象徴される近代和風建築で、洋室応接間にはガラス製ペンダント照明や大理石のマントルピースを配置するなど、和洋折衷の内装が施され、当時の富裕層の生活が窺える。書院庭園は広くはない敷地ながら奥行きを感じさせる工夫がなされている。
米国の日本庭園専門雑誌『ジャーナル・オブ・ジャパニーズ・ガーデニング』が毎年行っている「しおさいランキング」（一般に、日本国内の「日本庭園ランキング」と紹介される）では、2003年の開始以来上位に入っている。「しおさいランキング」は、今現在「庭と家が一体となった日本的な生活環境」を楽しめることを評価する志向性を掲げており、山本亭はホスピタリティ面も含めた「おじいちゃんの家の座敷で美しい庭を見ながらのんびり過ごすような和みの空間」（大意）が高い好感度を得ている。

## ギャラリー

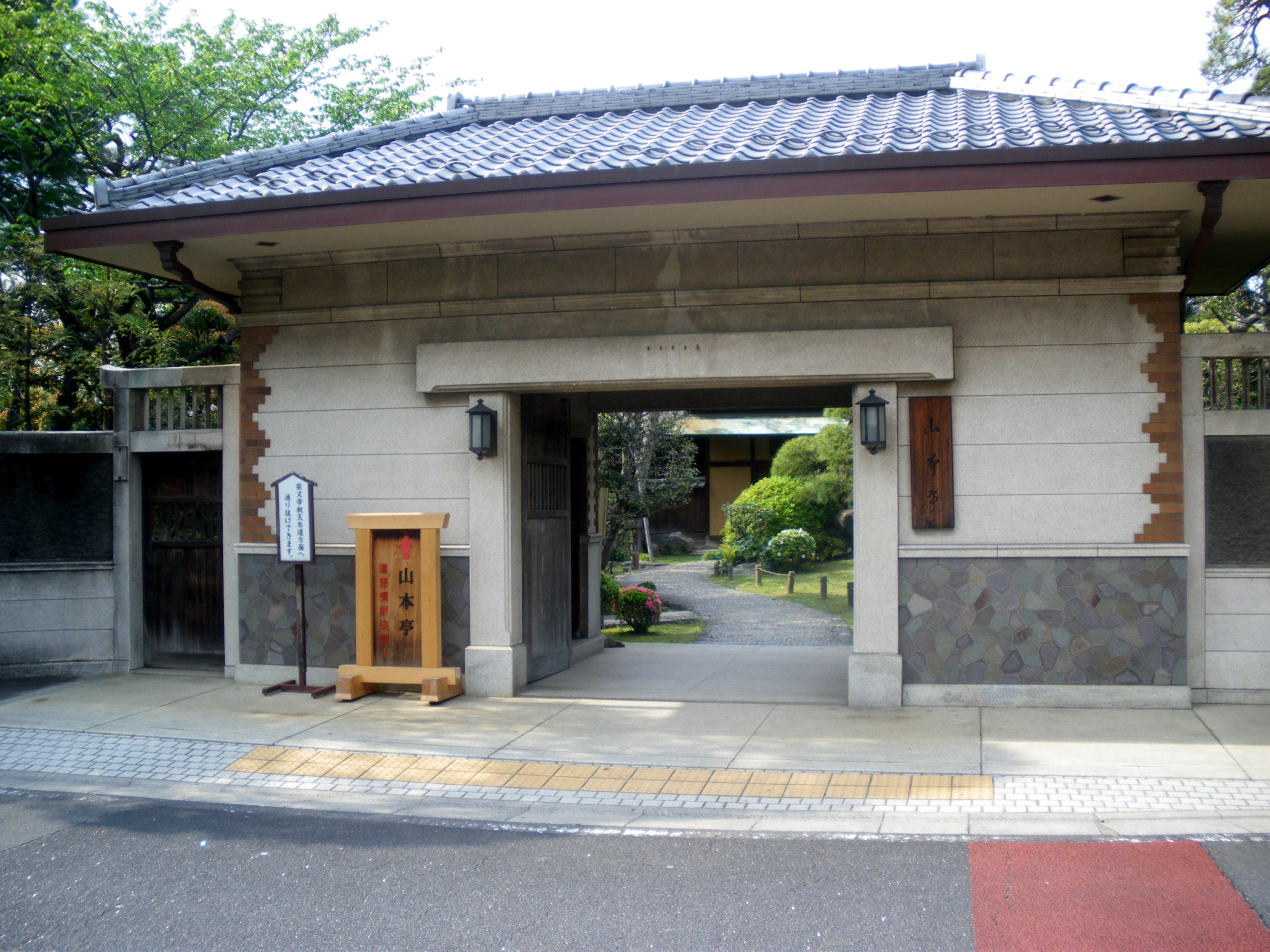
入口
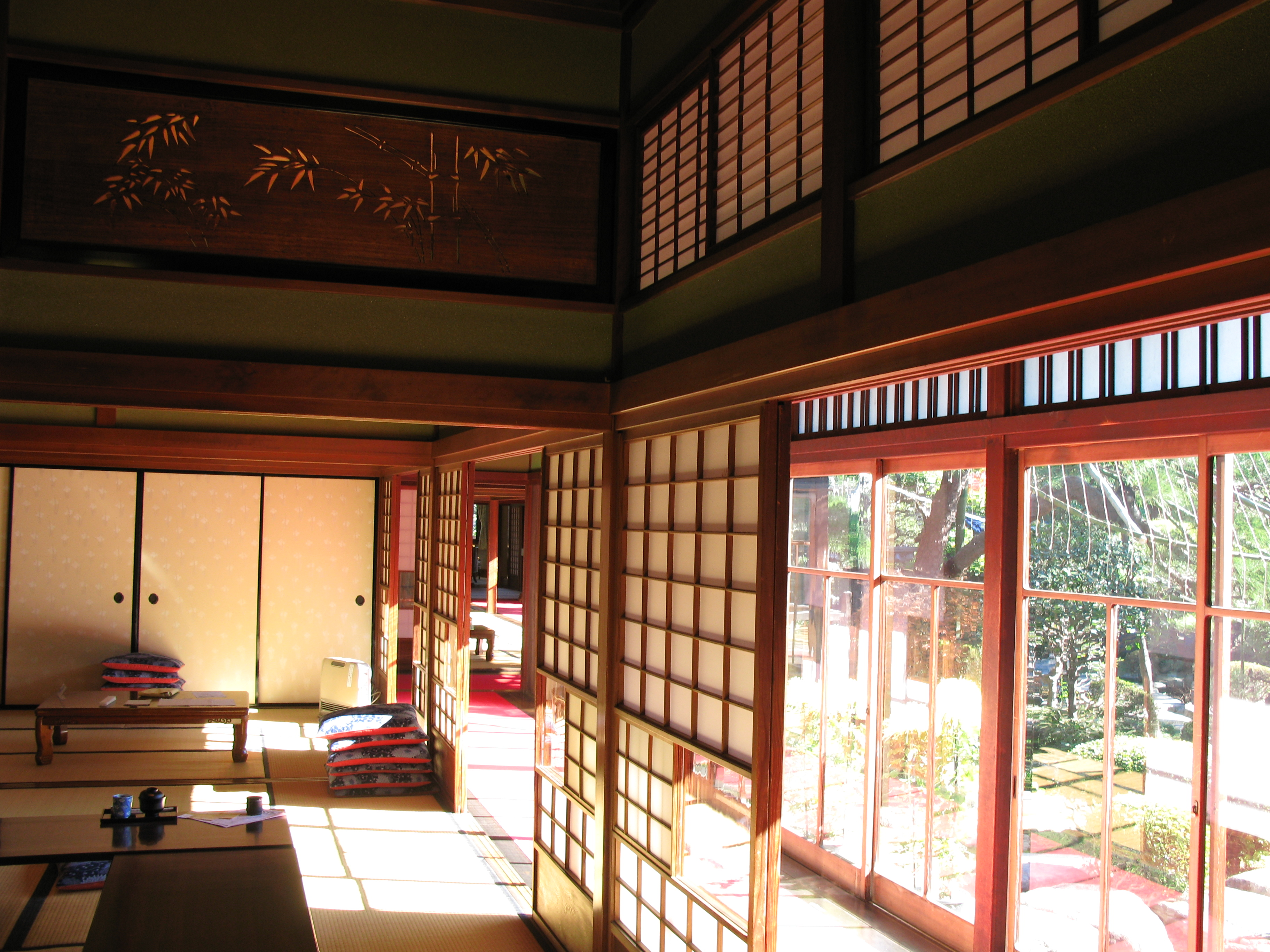
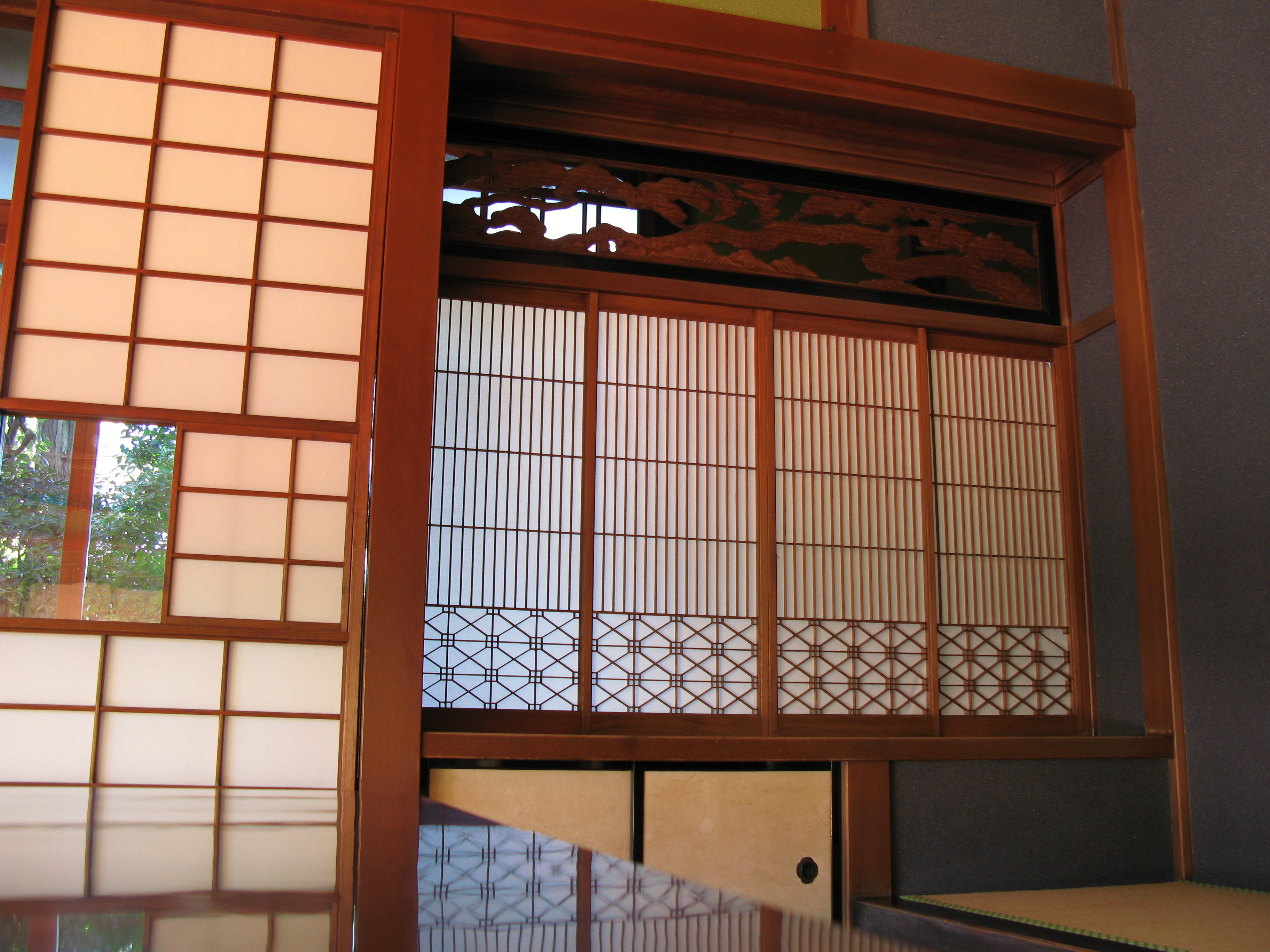
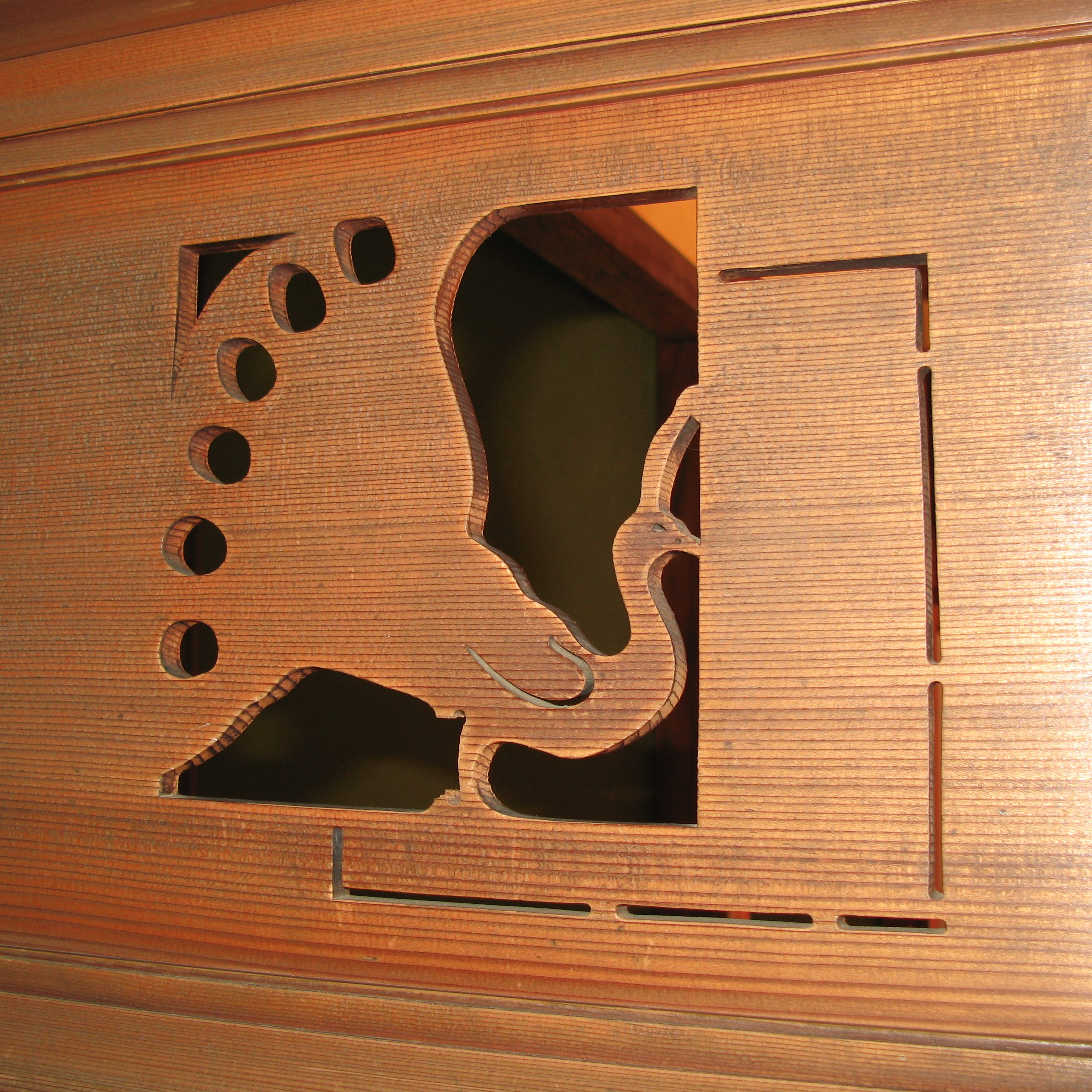
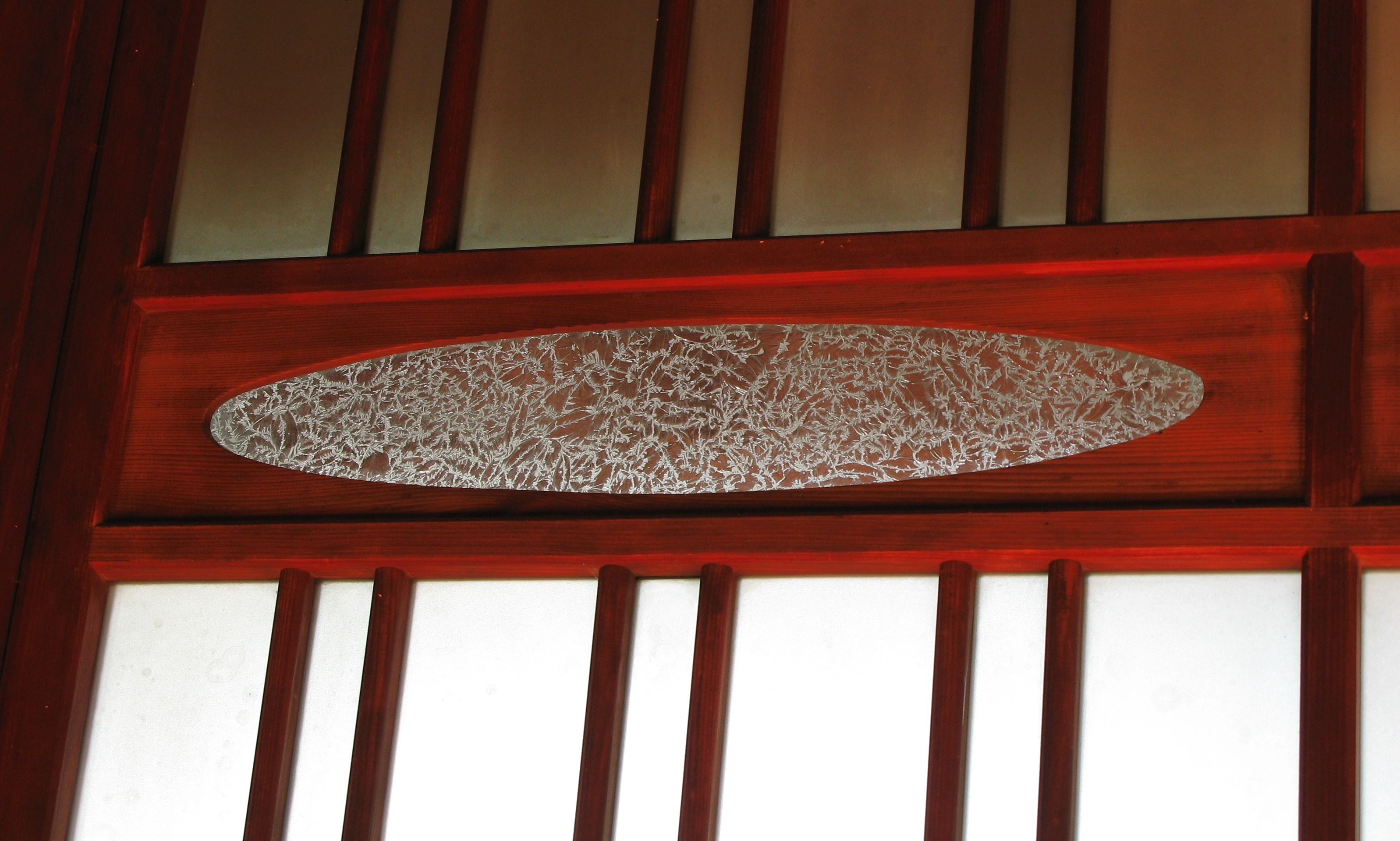
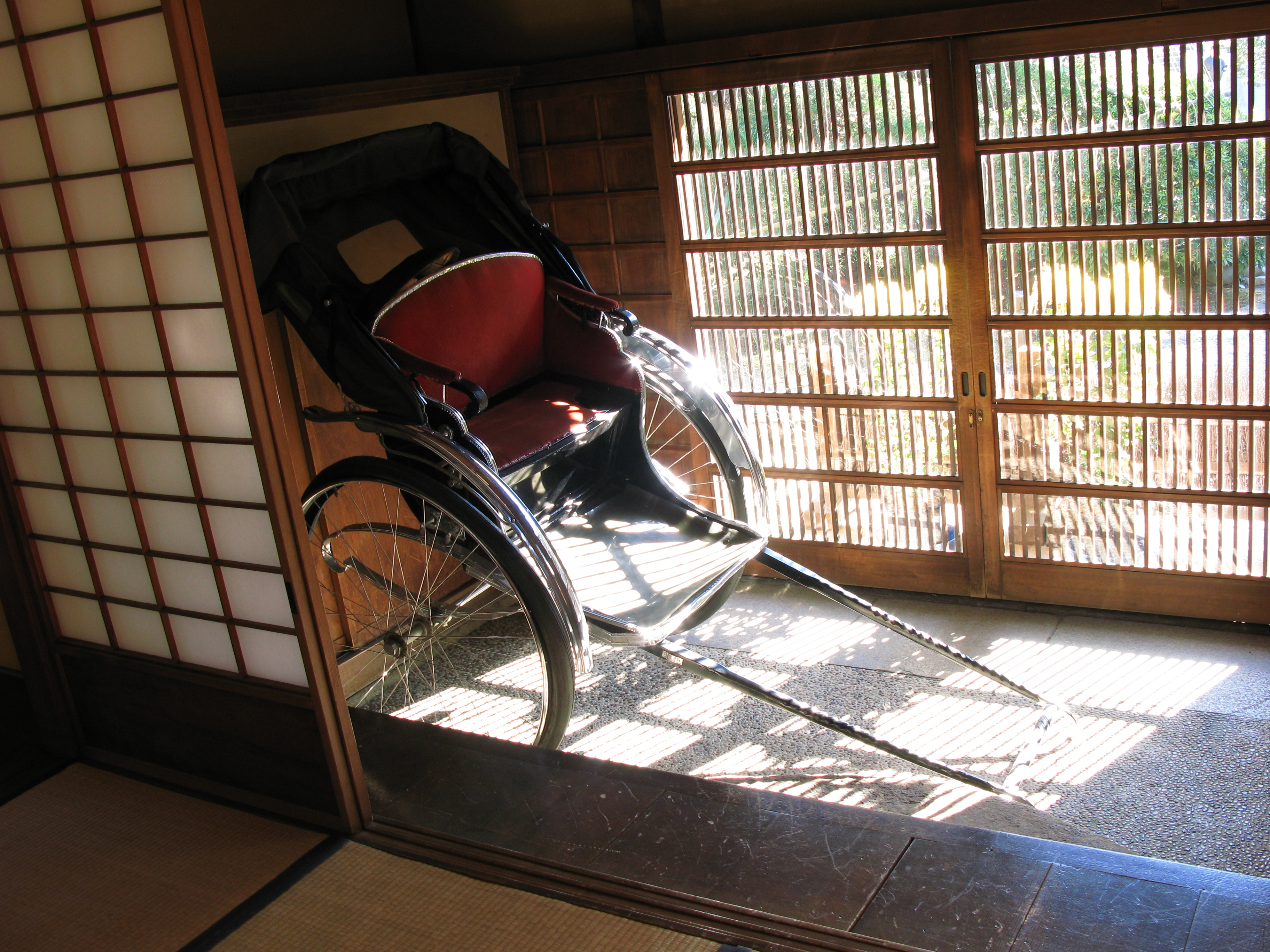
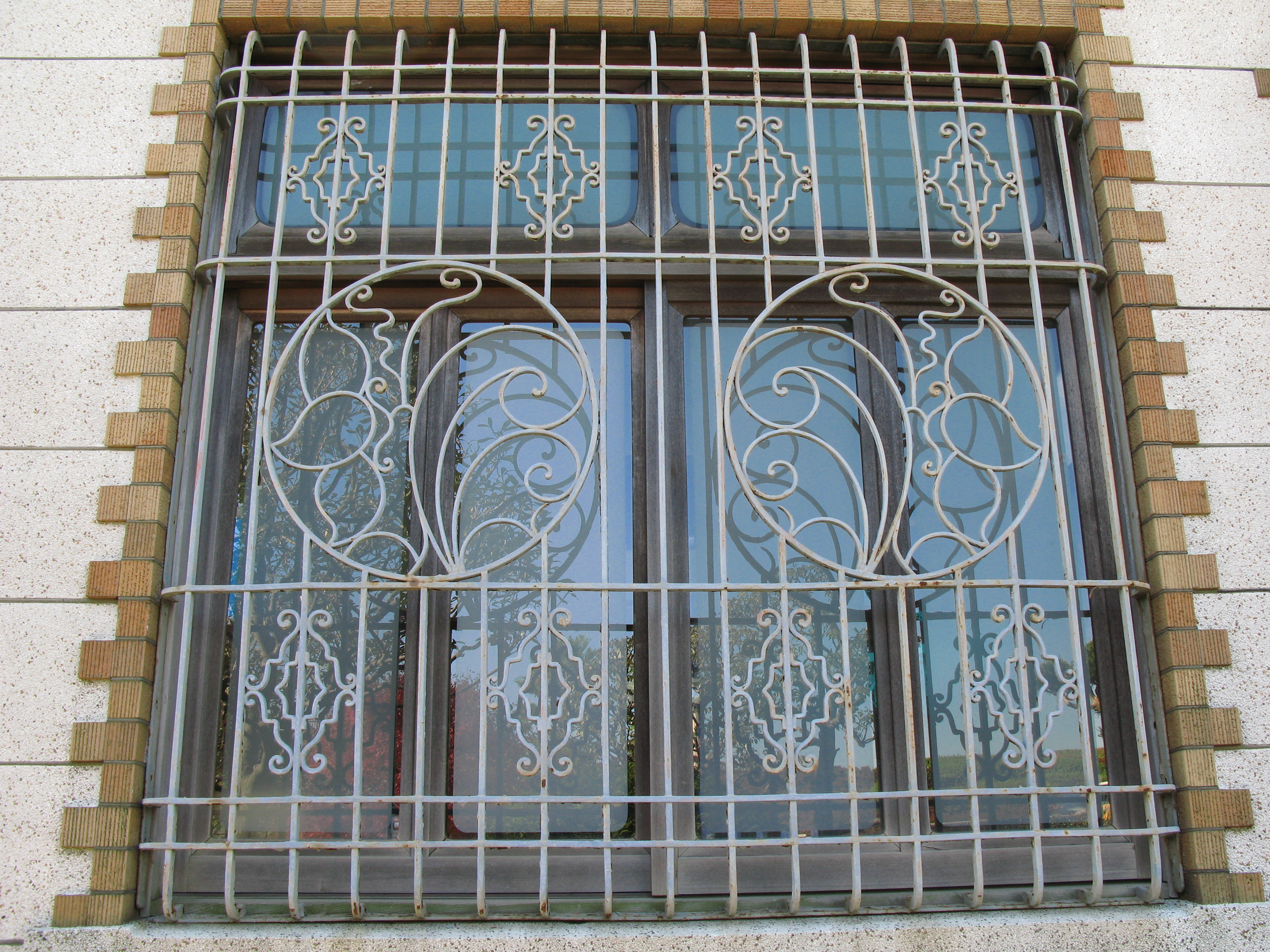
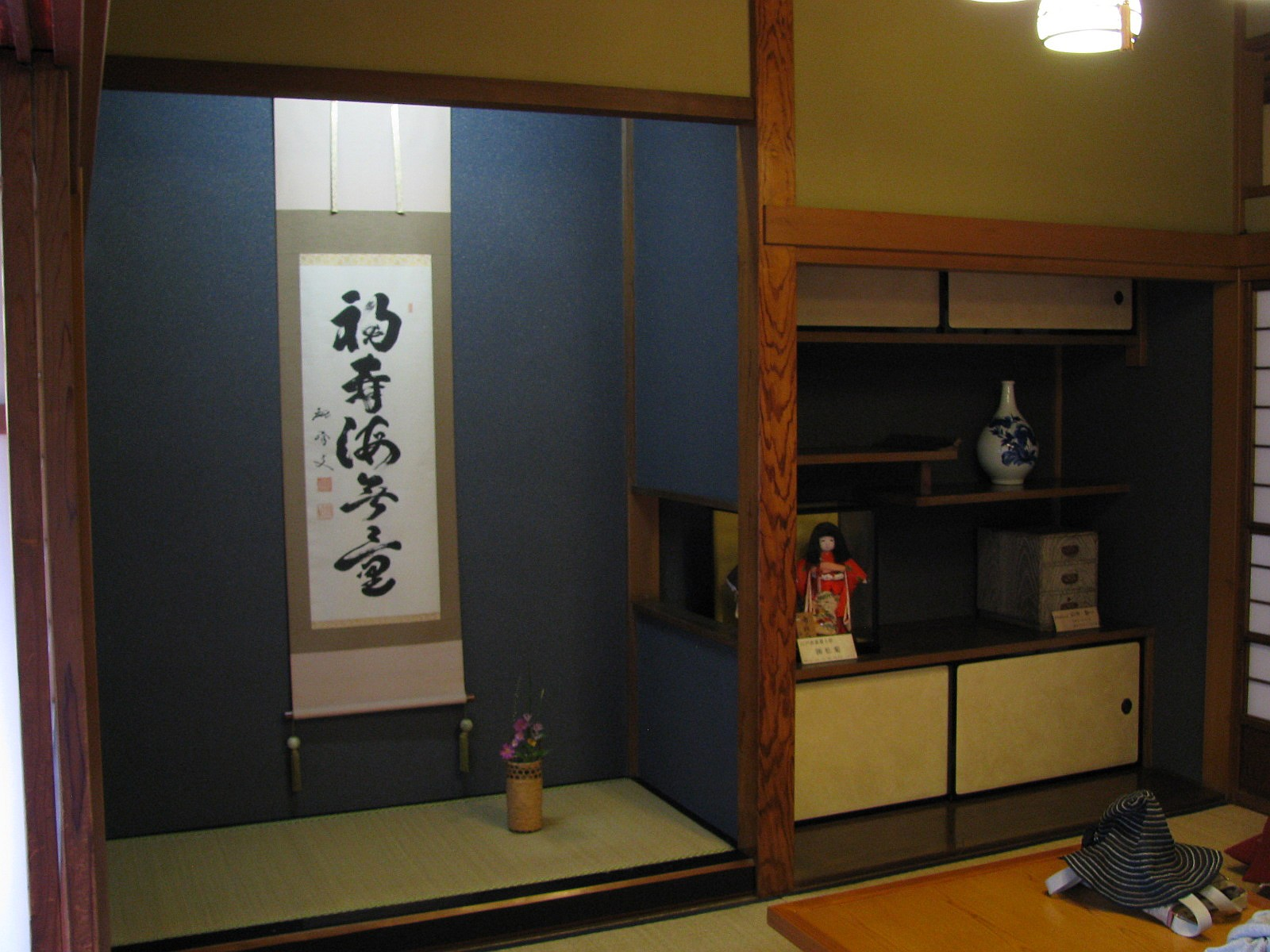
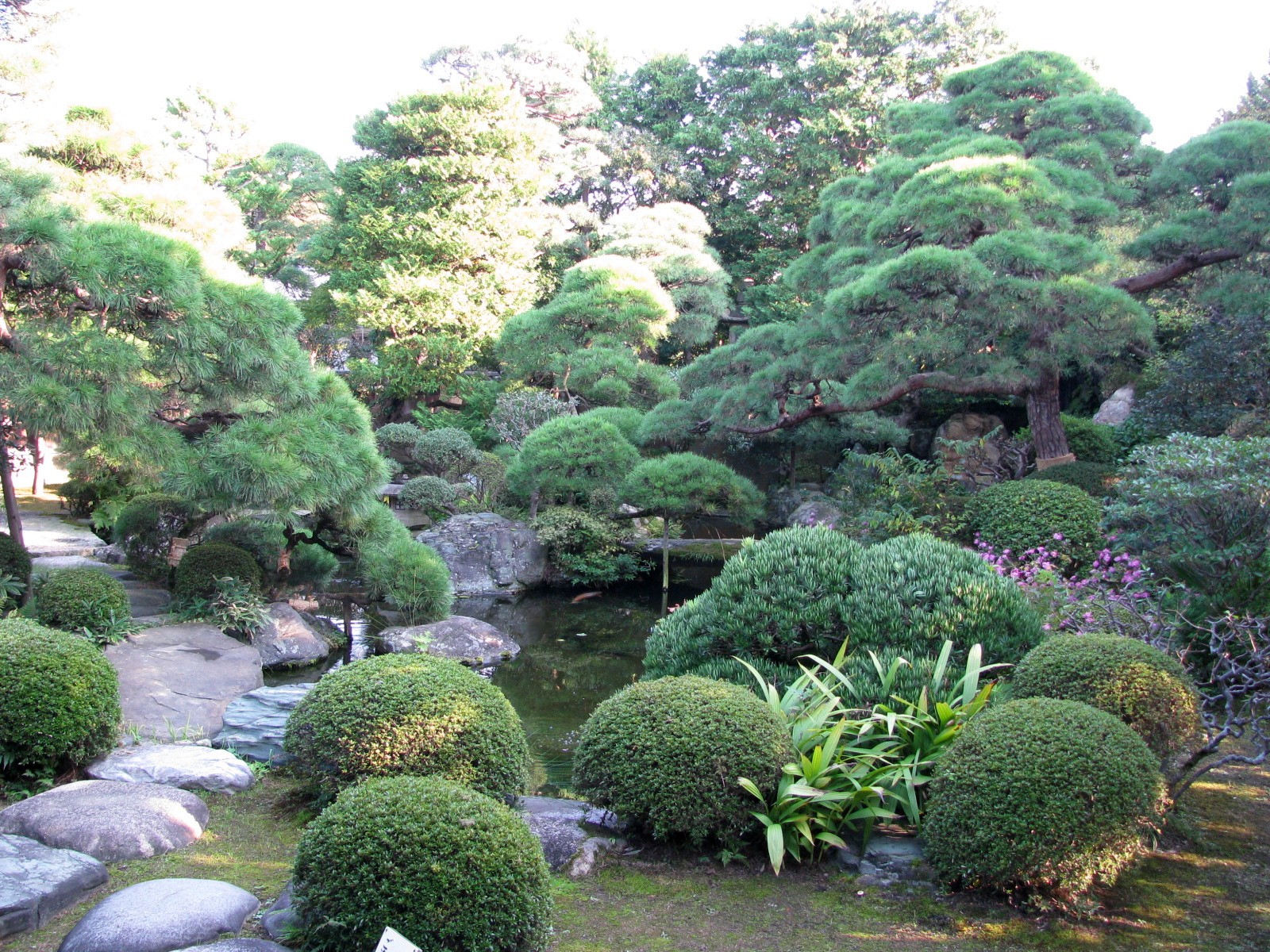